# Seljafell
Seljafell är ett berg i republiken Island. Det ligger i regionen Västlandet, 100 km nordväst om huvudstaden Reykjavík. Toppen på Seljafell är 571 meter över havet. Seljafell ingår i Ljósufjöll.
Trakten runt Seljafell är nära nog obefolkad, med mindre än två invånare per kvadratkilometer. Närmaste större samhälle är Stykkishólmur, omkring 19 kilometer norr om Seljafell. Trakten runt Seljafell består i huvudsak av gräsmarker.